# Меллулеш
Меллулеш (араб. ملولش) — місто в Тунісі у регіоні Сахель. Входить до складу вілаєту Махдія. Станом на 2004 рік тут проживало 6 411 осіб.